# Museo di Sant'Agostino
Il Museo di Sant'Agostino è situato a Genova, in piazza Sarzano, nel complesso dell'ex convento dei frati Eremitani di Sant'Agostino, risalente al tredicesimo secolo, una delle parti più antiche del centro storico del capoluogo ligure. Denominato anche “Museo di Architettura e Scultura Ligure” custodisce opere, prevalentemente scultoree, provenienti da numerosi edifici genovesi, in gran parte religiosi,  scomparsi nel corso dei secoli.

## Storia

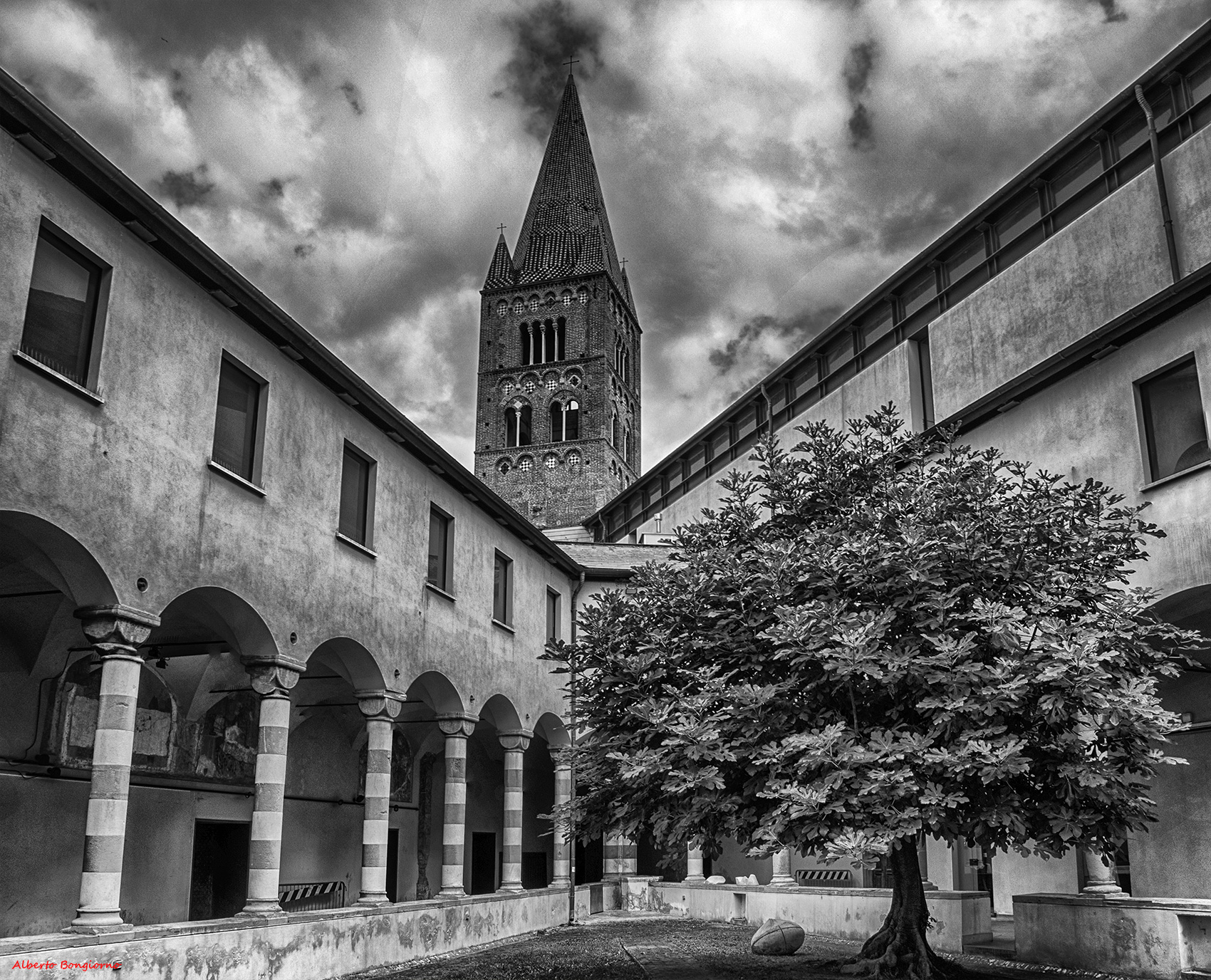
Il chiostro duecentesco nella radicale ristrutturazione dello Studio Albini.

Sede del museo una serie di strutture facenti parte di un antico complesso conventuale che risale al secolo XIII. Comprende la chiesa di sant'Agostino che risale al 1260, oggi sconsacrata e utilizzata come auditorium. Il complesso va dalla piazza Sarzano, da cui si ha accesso al museo, allo stradone di sant'Agostino e piazza Renato Negri e vico dei Tre Re Magi. L'area del museo è intorno a due chiostri. Il primo ha pianta triangolare e risale al tardo medioevo. Il secondo a pianta quadrangolare risale al seicento. A seguito della sconsacrazione avvenuta all'epoca del dominio napoleonico di fine settecento, il complesso ebbe numerose destinazioni, magazzino militare, Caserma dei Carabinieri, officina, laboratorio di falegnameria, teatro dei burattini, finché all'inizio del novecento ne fu decisa la destinazione a museo.
Inaugurato nel 1939, fu oggetto di restauro iniziato prima negli anni '20 e '30 affidato a Orlando Grosso e poi proseguito nel dopoguerra negli anni tra il 1977 e il 1992 condotti dallo studio Albini-Helg-Piva, a seguito dei bombardamenti della seconda guerra mondiale che distrussero un'ampia parte del complesso. La chiesa è stata anche utilizzata come auditorium. All'interno di essa si sono svolti molti spettacoli della cooperativa del Teatro della Tosse.

## Percorso museale e collezioni

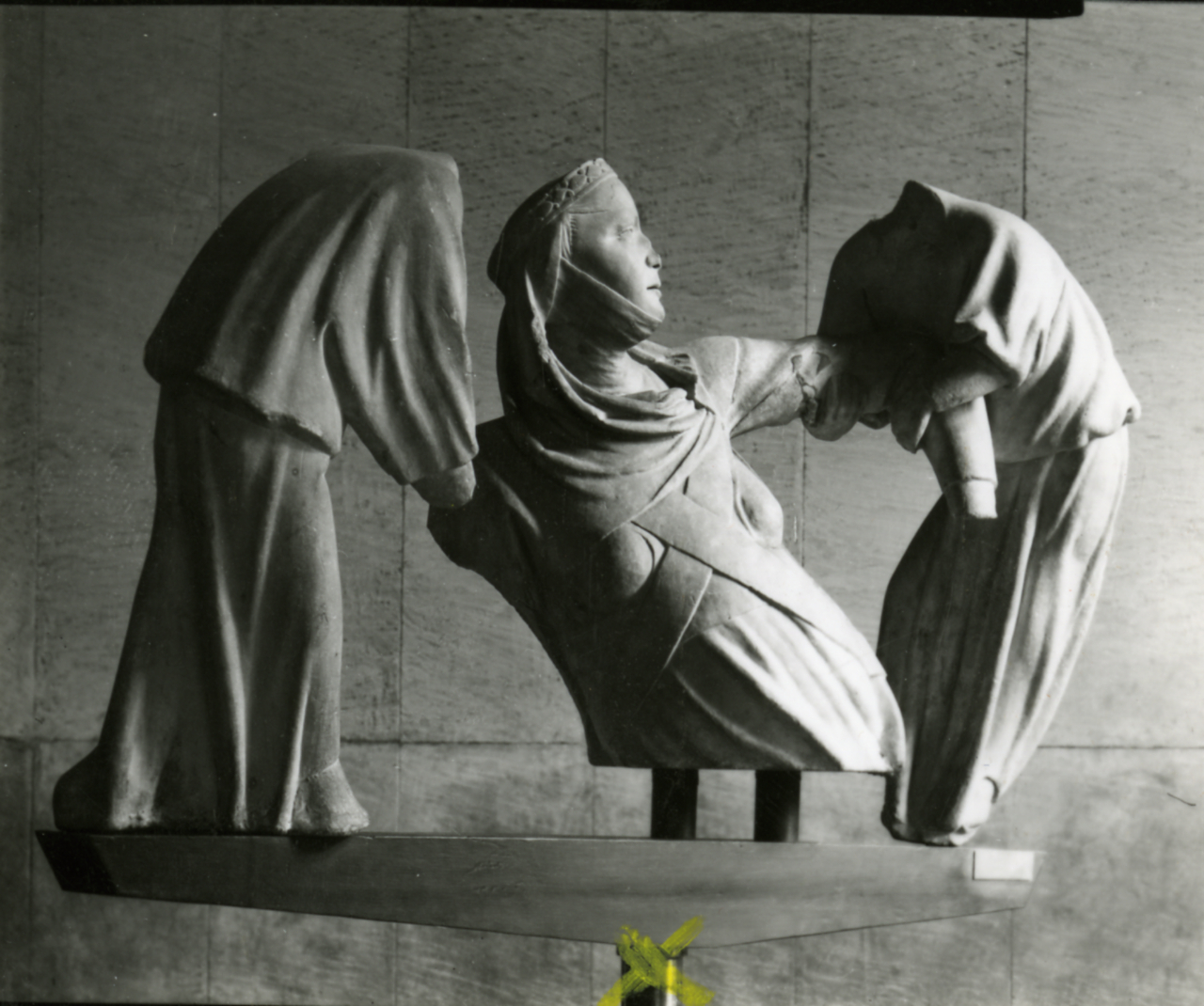
Il monumento sepolcrale di Margherita di Lussemburgo di Giovanni Pisano, 1313-1314. Foto di Paolo Monti, 1965.

È il museo più importante della scultura in Liguria. Un viaggio nella scultura genovese da quella più antica e tardo medievale sino ai periodi più recenti con reperti dal X al XVIII secolo.  Nel museo sono presenti anche alcuni riferimenti ad altri ambiti territoriali.
Il percorso museale è anche un viaggio attraverso i resti di antichi edifici religiosi e civili e nella storia dell'architettura del genovesato. Edifici ormai scomparsi come i complessi dei conventi di San Domenico e San Francesco di Castelletto.
Particolare interesse hanno le collezioni di affreschi e dipinti e di opere su tavola del periodo dal 1200 al 1500, la collezione di opere in ceramica che è una testimonianza dell'epoca del commercio nel bacino del Mediterraneo.
Fra le opere più antiche conservate vi sono i capitelli provenienti dallo scomparso convento di San Tommaso in capite Arenae, posto alla periferia occidentale della città e demolito alla fine dell’Ottocento, in stile bizantino, databili attorno all'anno Mille, ed il pregevole Capitello con leoni attergati proveniente dallo stesso convento, opera di maestranze antelamiche del dodicesimo secolo. Della stessa epoca sono i leoni stilofori dell'originario protiro della basilica di San Siro.
Di epoca gotica sono importanti affreschi strappati, provenienti dalle distrutte chiese di Sant’Andrea della Porta (presso Porta Soprana) e di San Michele a Fassolo, attribuiti a Manfredino da Pistoia. Alla stessa epoca appartiene il Monumento sepolcrale di Simone Boccanegra (1363), proveniente dalla chiesa di San Francesco di Castelletto, opera di un anonimo scultore in memoria di Simone Boccanegra, primo doge di Genova, di cui ci tramanda il ritratto grazie alla resa naturalistica del volto del defunto.
Dalla cattedrale di Genova proviene il Grifone, o Grifo, opera di un maestro campionese quale simbolo civico, allusivo alla volontà di Genova di alludere contemporaneamente al Papato (simboleggiato dal leone) e all’Impero (l’aquila), con un animale fantastico come il grifo, dalla natura doppia di leone e di aquila.
Sempre all'epoca gotica appartiene una delle opere più celebri del museo, i frammenti del Monumento funebre a Margherita di Brabante, moglie dell'imperatore Enrico VII, morta a Genova il 13 dicembre 1311, opera estrema di Giovanni Pisano (1248 - 1315), massimo scultore del Trecento italiano.

Del Periodo rinascimentale, il museo ospita una collezione di sovrapporte con San Giorgio e il drago  (Seconda metà secolo XV), che ornavano soprattutto i portali delle famiglie più potenti della città, a partire dai Doria. In particolare, l'esemplare più pregevole può attribuirsi ad un autore della famiglia lombarda dei Gagini. Dello scultore Guglielmo Della Porta (1515 - 1577) è presente ll giovane David, che regge la testa decapitata di Golia.
Particolarmente ricca è la collezione del periodo barocco, nella quale spiccano numerosi capolavori del maggiore scultore francese dell'epoca, Pierre Puget, attivo a Genova nella seconda metà del Seicento. Fra questi la Madonna col Bambino (detta Madonna Carrega in quanto proveniente dal Palazzo Carrega in Strada Nuova)  del 1681, di ascendenza michelangiolesca, il Ratto di Elena, movimentata composizione barocca proveniente dal palazzo di Pantaleo Spinola in Strada Nuova, che rappresenta l'eroina troiana mentre sta per essere caricata sulla nave da Paride, e una serie di busti di imperatori romani.
Il Barocco genovese è rappresentato da capolavori dei suoi massimi esponenti quali Filippo Parodi, Francesco Maria Schiaffino, Giacomo Antonio Ponsonelli.

### Mostre
All'interno del museo vengono ospitate anche altre mostre periodiche.
2007: Azulejos Laggioni. Ceramica per l'architettura in Liguria dal XIV al XVI secolo.
2008-2009: Shozo Shimamoto Samurai, acrobata dello sguardo 1950-2008.
2010: Ceramiche tra Oriente e Occidente I reperti di epoca medievale e rinascimentale delle Raccolte Civiche.
2011: Bestiario: mitologia del contemporaneo.
2012: Raum Form Licht – Spazio Forma Luce. Mostra sul pittore austriaco Peter Nussbaum.
2013-2014: Le incredibili macchine di Leonardo. Mostra delle macchine funzionanti tratte dai codici di Leonardo da Vinci
2016: Genova nel Medioevo. Una capitale del Mediterraneo al tempo degli Embriaci

### Visita a Porta Soprana e casa di Colombo
Dal museo, vi è anche un percorso guidato che col camminamento che porta alle mura del Barbarossa giunge alla Porta Soprana con le due torri di San'Andrea e termina con la visita alla casa di Cristoforo Colombo.

## Galleria d'immagini

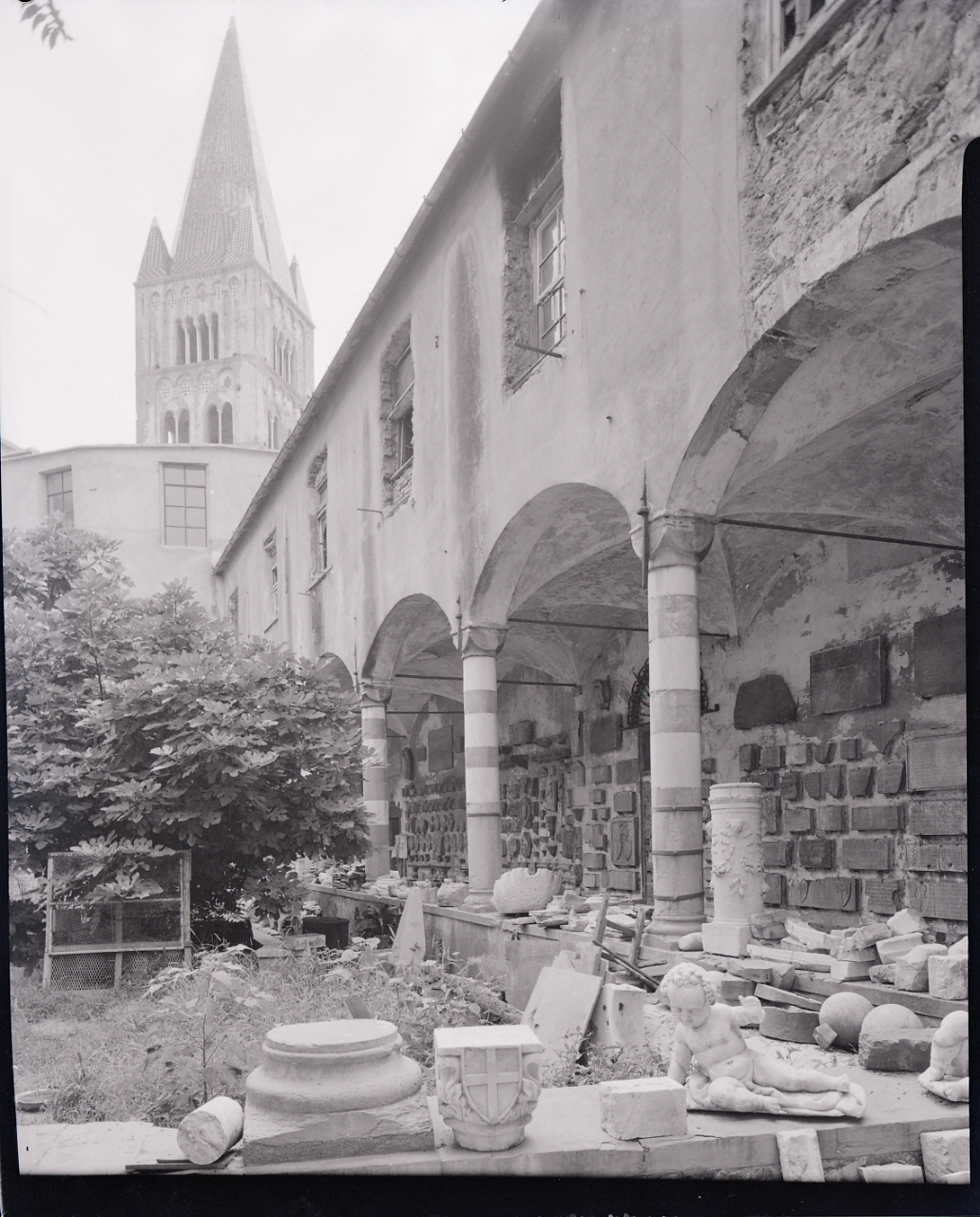
Il chiostro, fotografato da Paolo Monti nel 1965 prima dei restauri
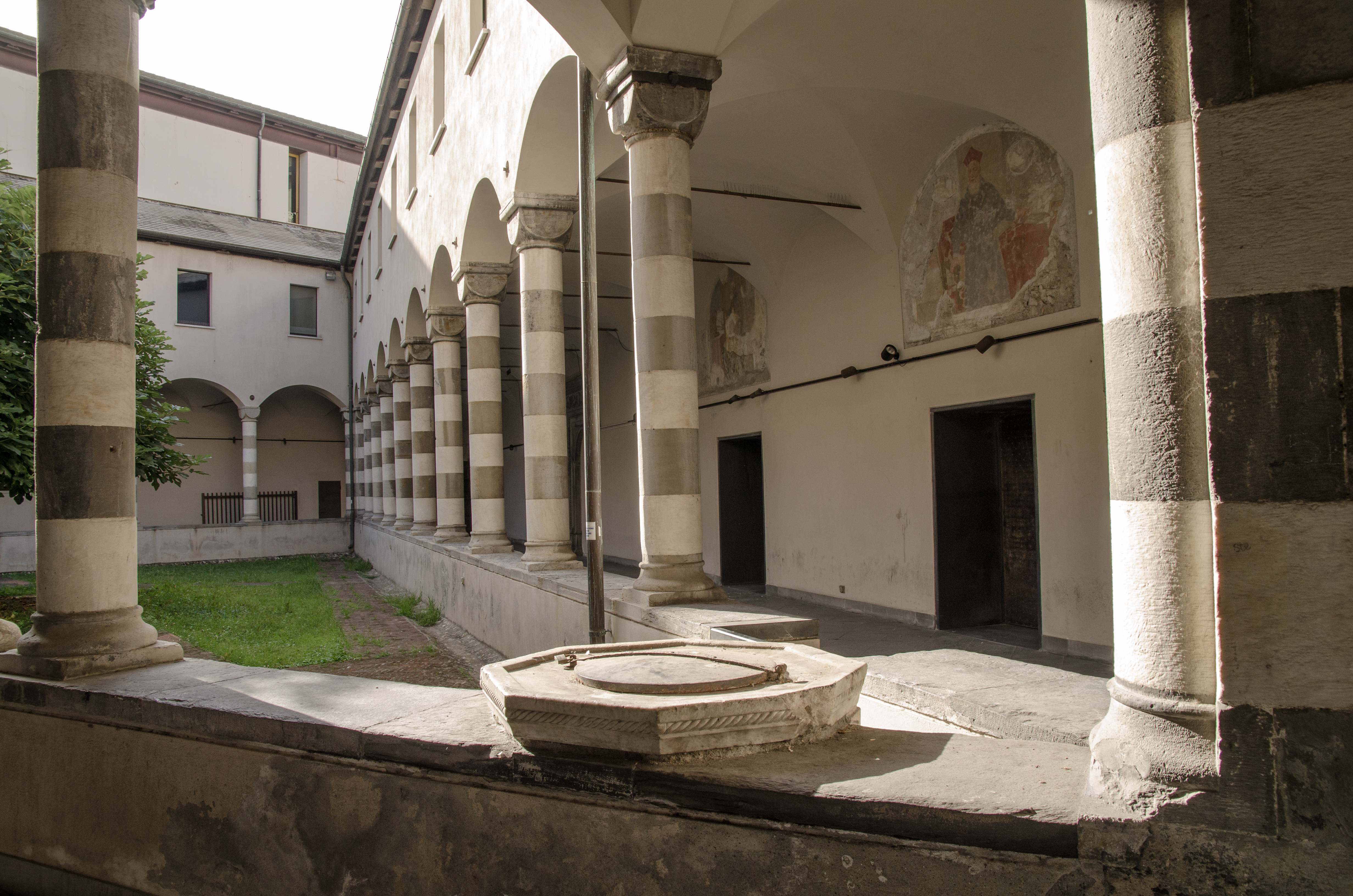
Il chiostro triangolare, pozzo e affreschi
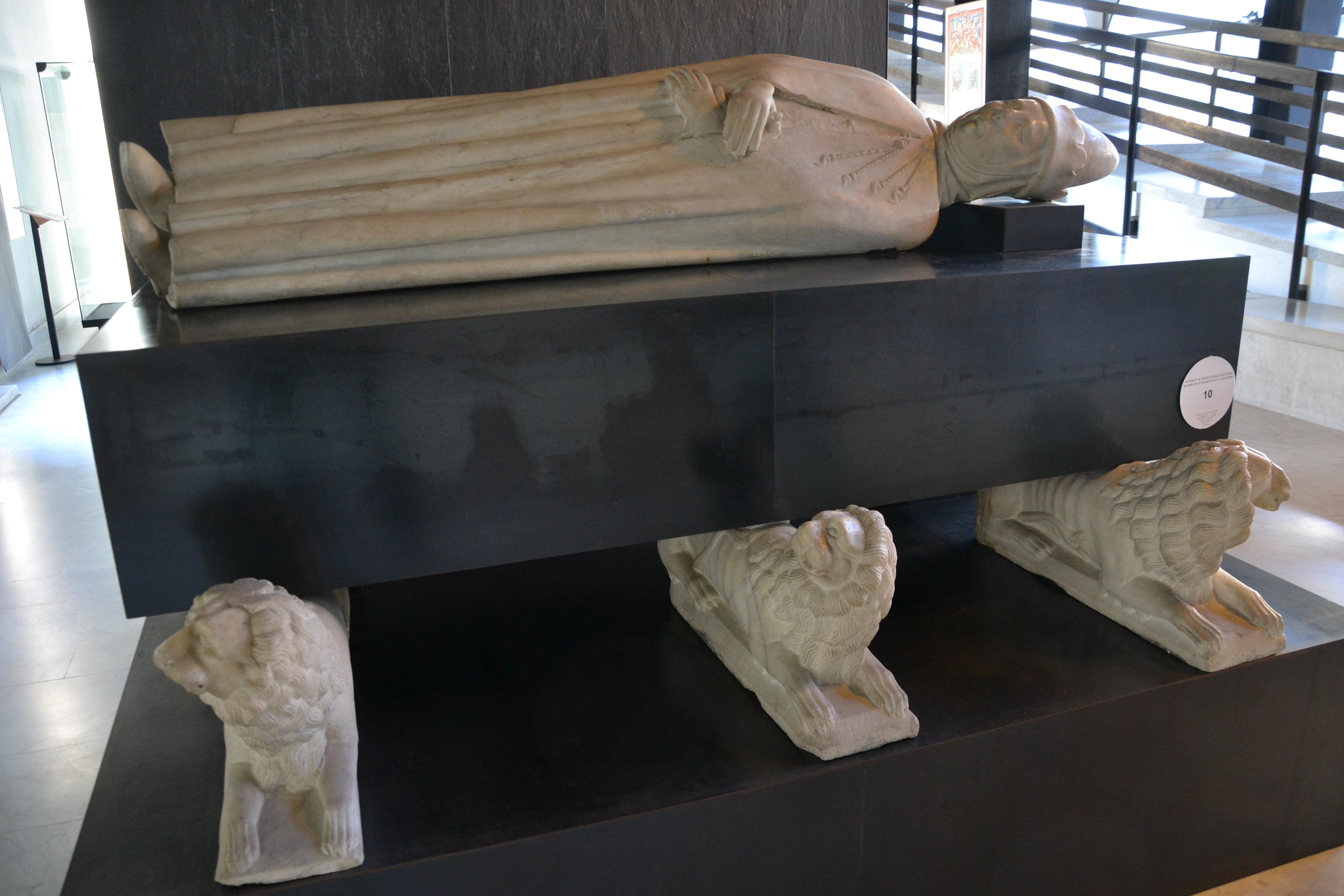
Monumento sepolcrale di Simone Boccanegra
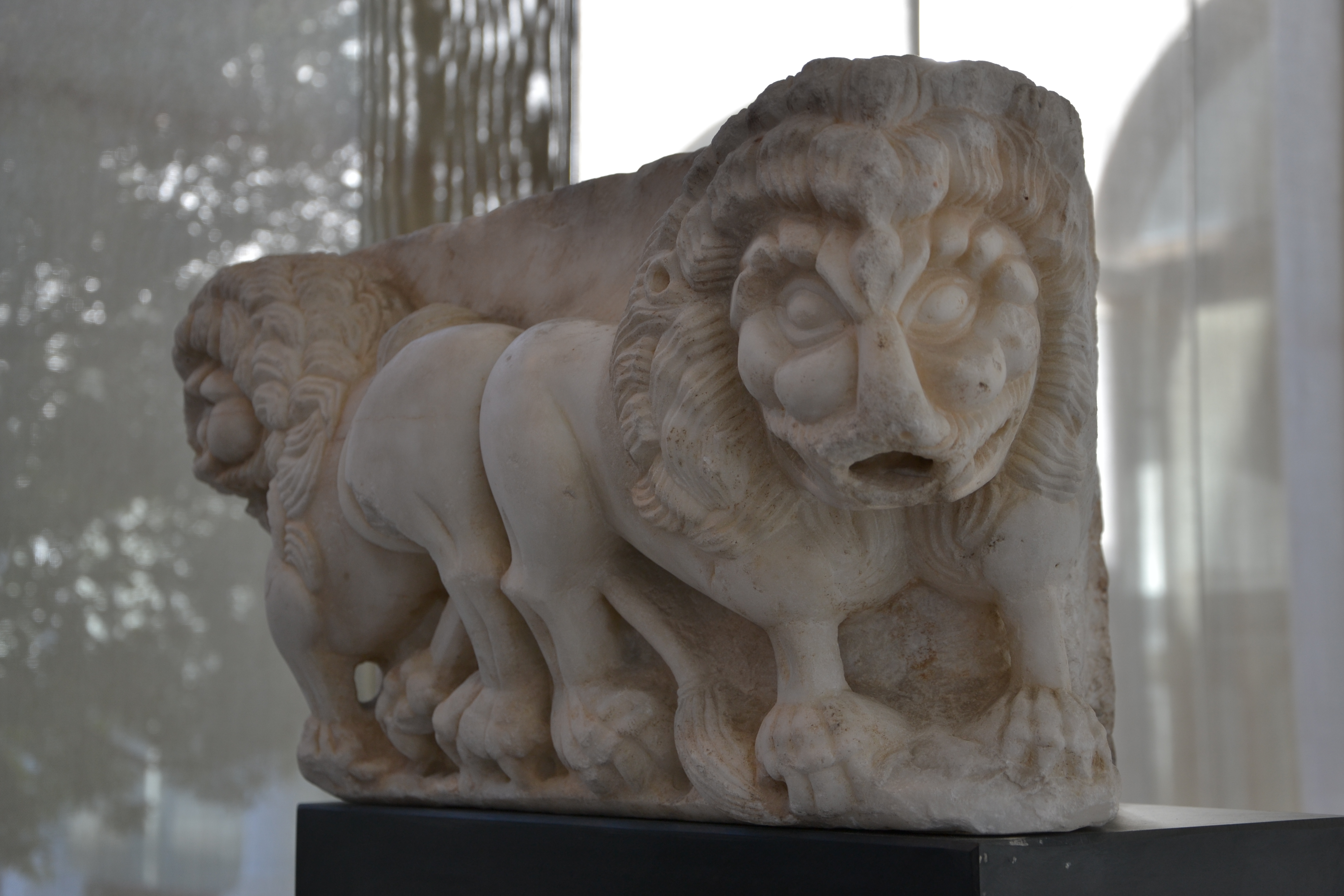
Maestranze antelamiche, capitello con leoni attergati
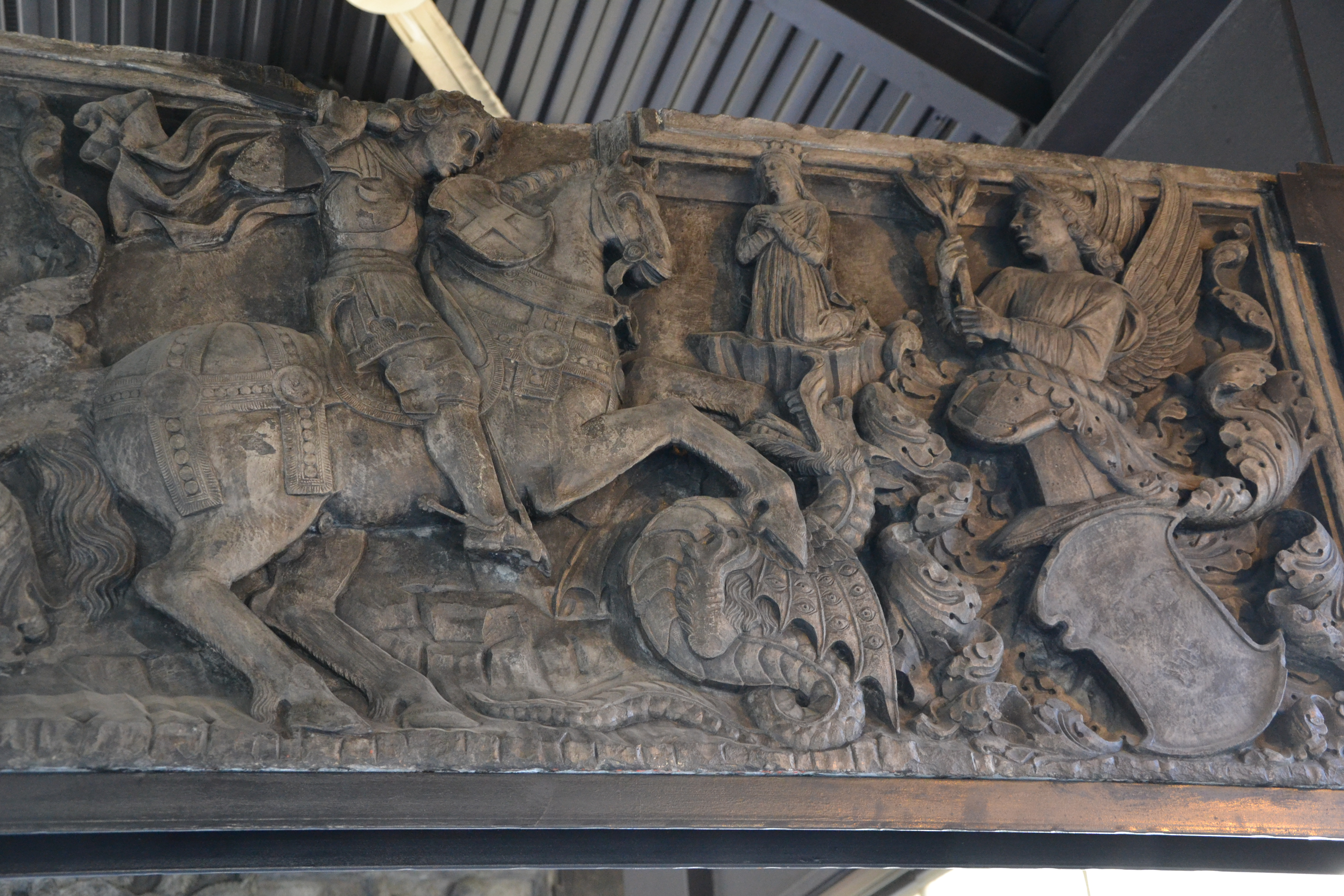
San Giorgio e il drago , bottega dei Gagini
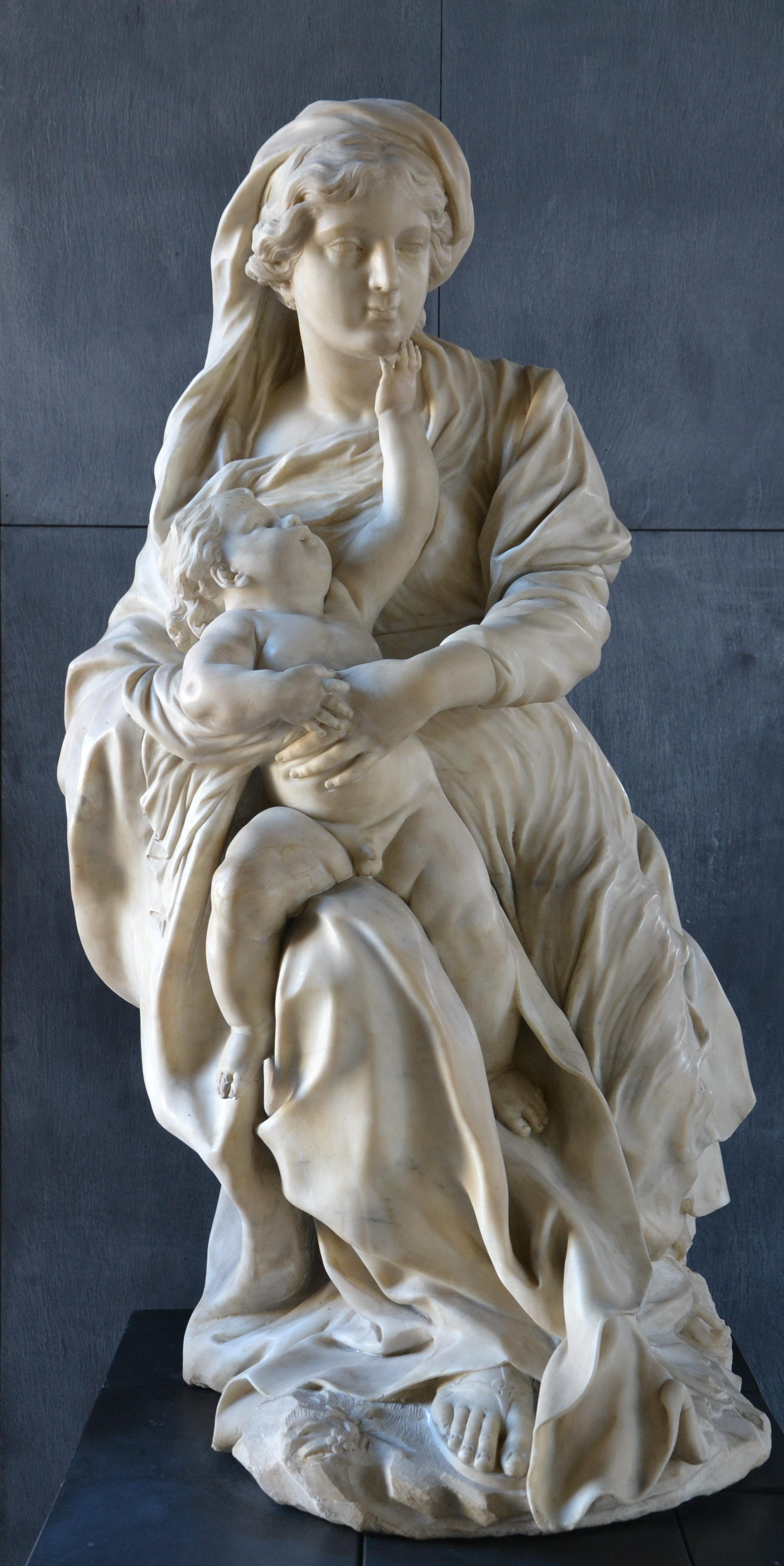
Pierre Puget, Madonna Carrega
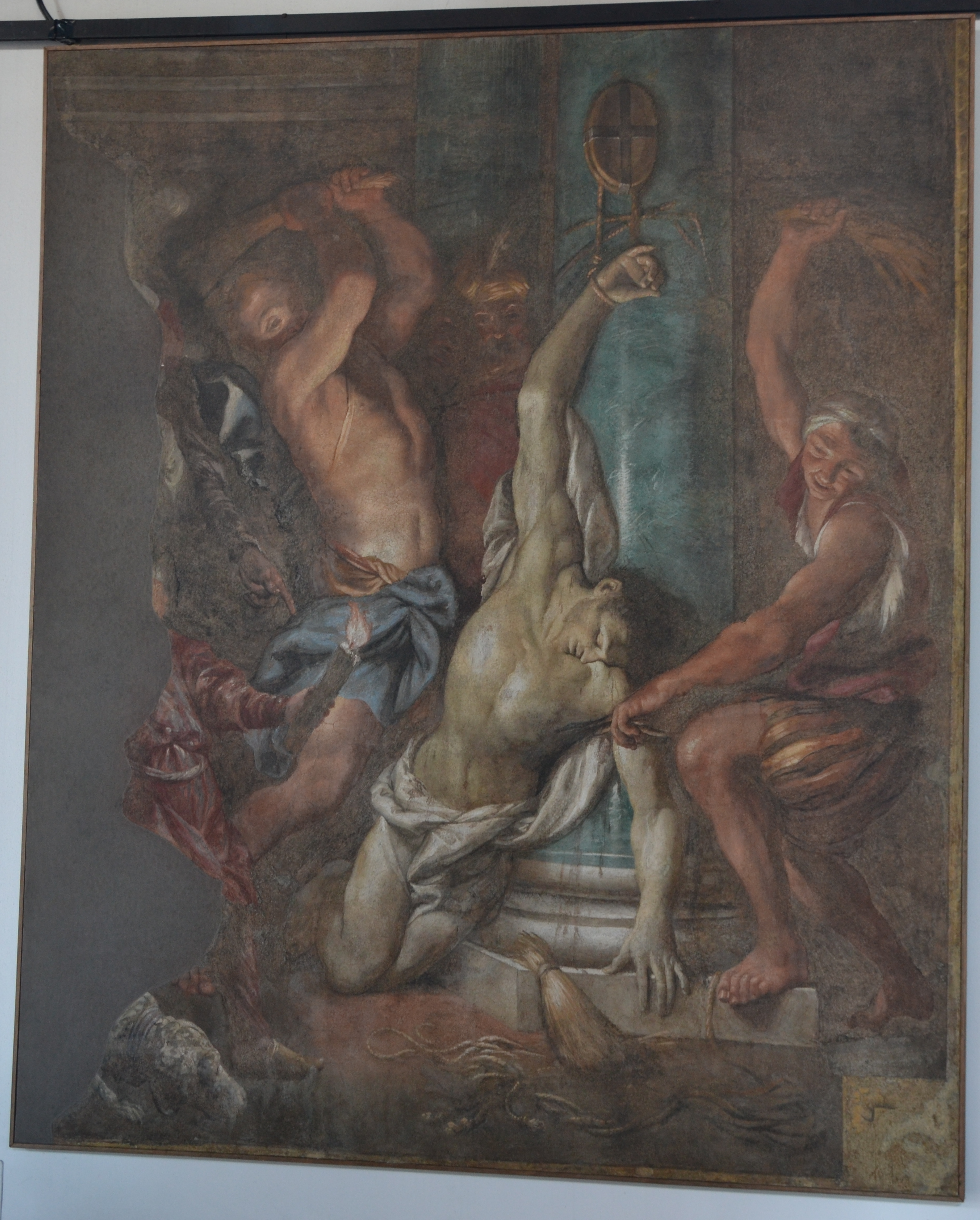
Flagellazione
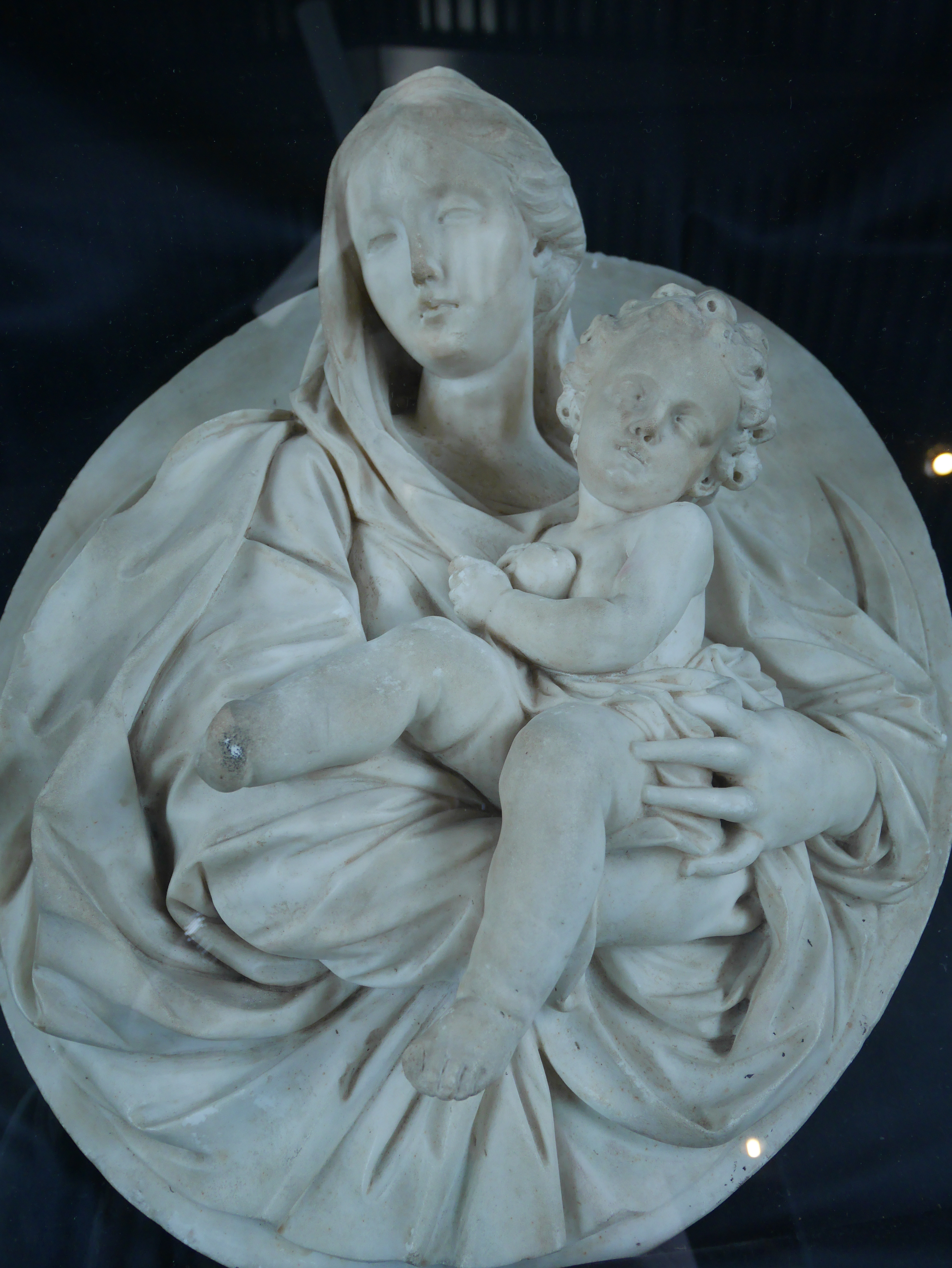
Francesco Maria Schiaffino, ovale con Madonna col Bambino